# Breonia boivinii
Breonia boivinii är en måreväxtart som beskrevs av George Darby Haviland. Breonia boivinii ingår i släktet Breonia och familjen måreväxter. Inga underarter finns listade i Catalogue of Life.